# Галлахер, Уильям
Уильям Галлахер англ. William Gallacher (25 декабря 1881 – 12 августа 1965) — британский шотландский политический деятель, профсоюзный активист, один из создателей Коммунистической партии Великобритании. Был одним из ведущих деятелей Красного Клайсайда, на протяжении двух сроков был депутатом в Палате общин.

## Биография

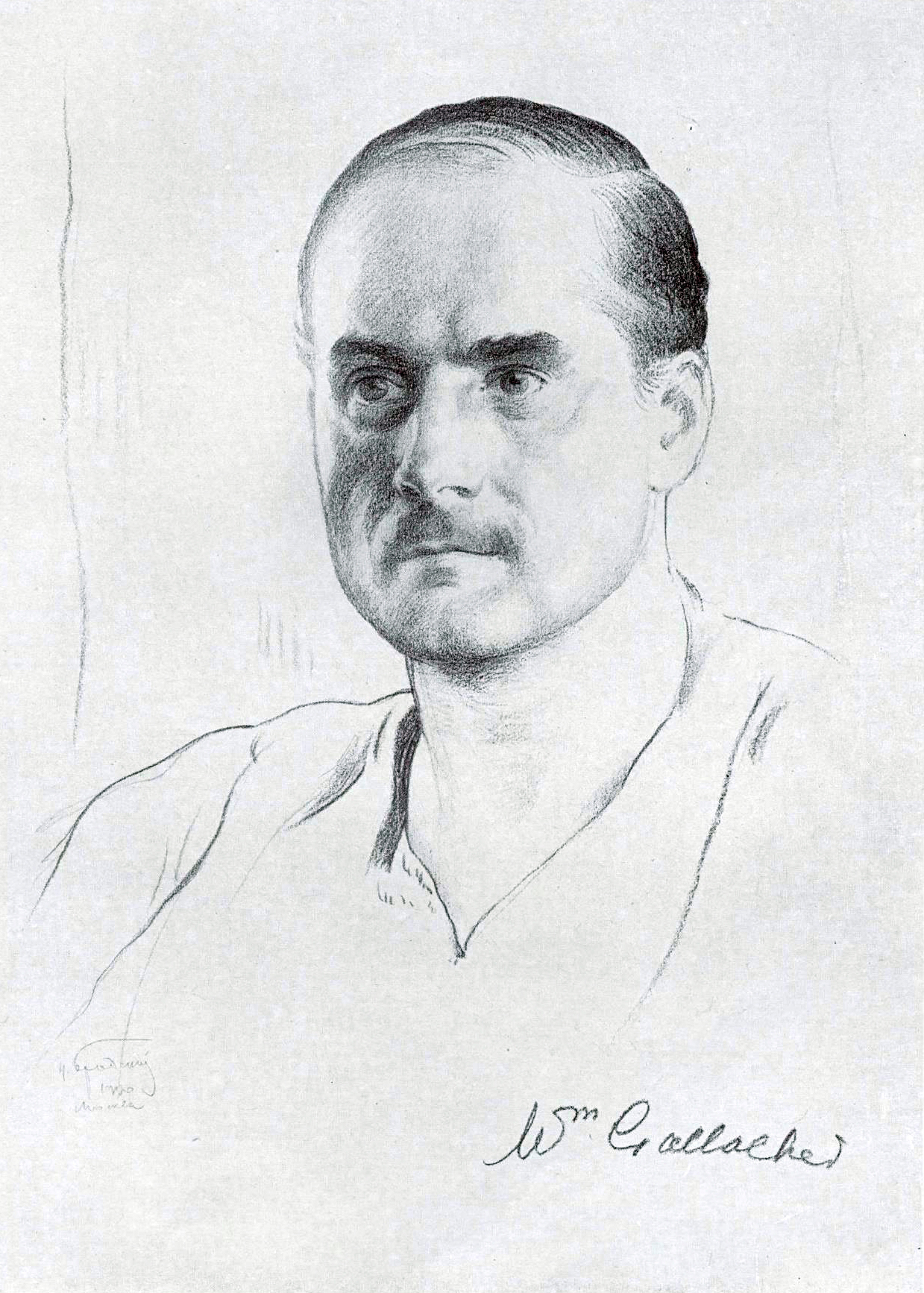
У. Галлахер на Втором конгрессе Коминтерна (1920). Портрет работы И. Бродского

Родился в Пейсли (Шотландия) 25 декабря 1881 года в смешанной ирландско-шотландской семье. Когда Уильяму было семь лет, умер его отец, и одно из самых ранних стремлений Галлахера заключалось в том, чтобы заработать столько денег, чтобы его мать перестала работать прачкой. К своему 19-летию он смог этого добиться, но его мать умерла вскоре после этого в возрасте 54 лет.
Трудовую деятельность Галлахер начал в десять лет и оставил школу в двенадцать, чтобы иметь возможность полноценно работать. После некоторого времени работы посыльным у бакалейщика — где у него случился первый спор с работодателем — Галлахер устроился на работу в сантехническую мастерскую. Позже он работал стюардом на нескольких трансатлантических пароходах, а в 1912 году устроился на моторный завод в Глазго. В 1913 году он ненадолго ездил к сёстрам в Чикаго, после работал рабочим по возведению строительных лесов в Белфасте, а затем снова устроился на работу на тот же моторный завод в Глазго в 1914 году, незадолго до начала Первой мировой войны.
Некоторое время был членом Независимой рабочей партии, потом вступил в Социал-демократическую федерацию, где сотрудничал с Джоном Маклином. Активно выступал против участия Великобритании в Первой мировой войне, в это же время начав участвовать в Клайсайдском движении, был президентом Клайсайдского комитета и в 1916 году редактировал журнал комитета The Worker. За свою критику на страницах этого издания участия Великобритании в войне был осуждён на шесть месяцев тюремного заключения.
После войны принимал активное участие в борьбе за улучшение условий труда рабочих. В конце 1918 года выступил с предложением о начале кампании по борьбе за 30-часовую рабочую неделю, позднее согласившись на борьбу за 40-часовую, когда к акции присоединился комитет профсоюзов Глазго. В январе 1919 года был одним из организаторов массовой забастовки. 31 января 1919 года полиция с помощью армии разогнала митинг рабочих в Глазго; Галлахер, начавший призывать солдат-шотландцев присоединиться к борьбе рабочих против правительства, был вместе с другими лидерами арестован и позднее приговорён к пяти месяцам тюрьмы.
В 1920 году Галлахер стал ведущей фигурой в Коммунистической рабочей партии Шотландии Дж. Маклина и стал одним из основателей Коммунистической партии Великобритании. Неудачно пытался избираться в Палату общин от Данди (1922 и 1923 годы), Уэст-Файфа (1929 и 1931 годы) и Шипли (1930 год), но в итоге сумел избраться от Уэст-Файфа в 1935 году. В 1925 году он стал одним из двенадцати членов КПВ, обвинённых в подстрекательстве, и одним из пяти, получивших год тюрьмы за это. В 1936 году поддержал представителей Лейбористской партии по вопросу о предоставлении военной помощи испанским республиканцам в борьбе против войск Франсиско Франко. В 1950 году потерял место в парламенте, но остался в политике и возглавлял КПВ с 1956 по 1963 год.
Всю жизнь оставался трезвенником и в юности некоторое время входил в движение за трезвый образ жизни. Написал ряд книг, в том числе автобиографию.